# 四式基本練習機
キ86 四式基本練習機 「ユングマン」
キ86 四式基本練習機 「ユングマン」
- 用途：練習機
- 分類：基本練習機
- 製造者：日本国際航空工業
- 運用者： 大日本帝国（大日本帝国陸軍）
- 生産数：1,030機
- 運用状況：退役

四式基本練習機（よんしききほんれんしゅうき）は、第二次世界大戦時の大日本帝国陸軍の練習機。キ番号はキ86。愛称はユングマン。略称・呼称は四式基練など。連合軍のコードネームはCypress（サイプレス）。製造は日本国際航空工業。
ドイツ空軍のBü 131 ユングマンのライセンス生産機。海軍でも九州飛行機が同じくライセンス生産したBü 131を紅葉として制式採用した。

## 概要
陸軍は海軍とは別に、1942年（昭和17年）に日本国際航空工業にドイツの傑作練習機であるBü 131をライセンス生産する事を指示した。国際では同年11月より国産化作業を開始し、試作1号機が1943年（昭和18年）7月に完成、1944年（昭和19年）4月に四式基本練習機として制式化した。限定的な使用に限られた海軍の紅葉とは異なり、1943年度260機、1944年度763機、1945年（昭和20年）度7機の計1,030機が量産された。
原型のBü 131とほぼ同じ構造の複葉複座小型機で、取り扱いが簡単な事と燃費が良い上に燃料に70オクタンの低質ガソリンを使える事が利点だが、点火栓が汚れやすい事によるエンジン不調、馬力不足により上昇力が不足している他、脚部の強度不足などの短所もあった。なお気筒が下向きである為、飛行中にエンジン不調になった際は背面飛行をすると復調する事もあった。
二人乗り時は教官または助教が前方、訓練生が後方に座る配置で、単独飛行する際はエンジンとのバランスを取る必要があり操縦者は後方席に搭乗した。離着陸が容易で空中特性も良好で、本機では平均で9時間半程度の訓練で単独飛行するだけの技量を習得でき、従来の初等練習機に比べると5、6時間短く済んだという。最短6時間半の同乗飛行で単独飛行を許可する事もあった。陸軍航空士官学校では1945年4月、燃料不足により満洲派遣隊として500機前後を満洲に移動させ、現地にて訓練を行った。
物資不足により全木製化の四式基本練習機乙型（キ86乙）も試作されたが、試作1機と増加試作機6機のみで制式化される事はなかった。

## 性能諸元
- 全長： 6.620 m
- 全幅： 7.347 m
- 全高： 2.25 m
- 自重： 401.3 kg
- 正規重量： 630.8 kg
- エンジン： 日立ハ47空冷式倒立型直列4気筒（公称100hp、離昇出力110hp）
- 最大速度： 180 km/h
- 巡航速度： 120 km/h
- 航続距離： 470km（正規）/ 600km（過荷）
- 乗員： 2名